# Jersey Giant
Jersey Giant ist eine Haushuhnrasse, die am Ende des 19. Jahrhunderts von John und Thomas Black in den USA erzüchtet wurde. Die Absicht der Zucht war eine Hühnerrasse, um den Truthahn als Hauptquelle für die Erzeugung von Geflügelfleisch abzulösen. Namensgeber der Hühnerrasse war das Ursprungsland New Jersey.

## Züchtung
Jersey Giants sind die größte Hühnerrasse. Der Zuchtstandard der Schwarzen Jersey Giants wurden 1922 in den USA im American Standard of Perfection veröffentlicht. Die Ursprungsrassen beinhalten Javahuhn, Croad-Langschan und Brahma. Der Zuchtstandard für weiße Jersey Giants wurde 1947 festgelegt, im Durchschnitt sind schwarze Hühner etwa 0,5 kg schwerer als weiße Jersey Giants.
Die Hühnerrasse wurde zeitweise als Kapaun und Fleischhuhn in größerem Maßstab verwendet, aber moderne Hybridrassen wachsen deutlich schneller als Jersey Giants und werden deswegen heute von der fleischproduzierenden Industrie eingesetzt. 1985 wurde der Zuchtstandard der Jersey Giants in Deutschland durch den BDRG festgelegt.
Verbreitet sind sie hauptsächlich in den USA mit etwas Glück findet man diese Rasse auch auf Ausstellungen in Europa oder anderen Erdteilen.

## Merkmale
Wie der Name Jersey Giant andeutet, gehört diese Rasse zu den größeren und schwereren Hühnern. Der Rücken ist breit und lang, man sieht eine waagerechte Körperhaltung. Die Hühner besitzen einen leicht gebogenen Hals, welcher voll befiedert ist. Der Rumpf ist lang und auch breit. Die Schultern sind auch breiter. Der Hahn ist sehr voll befiedert. Gesicht wie Kamm sind rot. Der Kamm ist einfach, groß und gerade. Die Lappen sind ebenfalls rot. Die Augen sind dunkelbraun, für den Laien scheinen sie schwarz. Die Schenkel sind auffallend, da sie im Verhältnis zum üppigen Körper dichter befiedert sind, was einen breiten Stand verursacht. Die Beine (Läufe) sind häufig dunkelgrau und kräftig. Typisch für die Rasse sind die weißen Sohlen. Hennen legen braune Eier.